# Larroque-Engalin
 Larroque-Engalin  (en occitano La Ròca Engalin) es una población y comuna francesa, ubicada en la región de Mediodía-Pirineos, departamento de Gers, en el distrito de Condom y cantón de Lectoure.

## Demografía
| 88 | 86 | 66 | 55 | 53 | 59 |
| Para los censos de 1962 a 1999 la población legal corresponde a la población sin duplicidades (Fuente: INSEE [Consultar]) |    |    |    |    |    |